# 荻野松宣
荻野 松宣（おぎの まつのぶ）は、日本の作曲家、編曲家。洗足学園音楽大学・同大学院教授（2014年現在）。

## 概要
東京都出身、洗足学園大学（現・洗足学園音楽大学）音楽学部作曲科卒業。
全国の演奏団体に各種の編曲を提供し、その数は数百曲に及ぶ。一方、警視総監から嘱託として東京警視庁音楽隊の指導を任命され、同隊の編曲ならびに隊員指導の任にも就いている。作曲家としての作品も管楽器のための作品が多く、ほとんどが洗足学園音楽大学の学生のために作られ、ブリティッシュ・スタイルの金管バンドのための組曲「三振りの剣」、トロンボーン8重奏曲「風の盆」などがある。作曲・編曲を谷川忠博、服部克久、依田光正、金光威和雄に師事。